# Bakırlı, Ferizli
Bakırlı là một xã thuộc quận Ferizli, tỉnh Sakarya, Thổ Nhĩ Kỳ. Dân số thời điểm năm 2008 là 1.283 người.